# Kamov Ka-15
El Kamov Ka-15 (en ruso: Ка-15, designación OTAN: Hen) fue un helicóptero biplaza de aplicaciones generales. Estaba equipado con cabina cerrada y un tren de aterrizaje fijo de cuatro ruedas situado bajo ésta. Concebido como aparato de observación embarcado en buques rompehielos, mercantes y de la Armada soviética, conservaba los dos rotores coaxiales contrarrotatorios y la doble deriva que habían probado su eficacia en el Ka-10. El Ka-15 fue propulsado en un principio por un motor Ivchenko AI-14V de 225 CV, pero posteriormente se decidió la instalación de un AI-14VF con sobrecompresor de 280 CV. Además de la versión militar, se produjo una variante civil denominada Ka-15M para tareas agrícolas, sanitarias y de transporte de pasajeros.
Fue el precursor del Ka-18, y primero con el motor M-14 (en la versión helicóptero). Fue usado principalmente como patrulla, en la agricultura y en control de la pesca.

## Variantes
- Ka-15: Helicóptero ligero de dos asientos para la Armada Soviética.
- Ka-15M: Helicóptero ligero de dos asientos. Versión civil del Ka-15.
- Ka-18: Helicóptero ligero de cuatro asientos.

## Operadores

### Operadores Militares
Unión Soviética

### Operadores civiles
Unión Soviética
- Aeroflot

## Especificaciones técnicas (Ka-15)

### Características generales
- Tripulación: 1 piloto
- Capacidad: 1 pasajero
- Carga: 364 kg
- Longitud: 6,3 m (20,5 ft)
- Diámetro rotor principal: 10 m (32,7 ft)
- Altura: 3,4 m (11 ft)
- Peso vacío: 968 kg (2133,5 lb)
- Peso cargado: 1360 kg (2997,4 lb)
- Peso máximo al despegue: 1460 kg (3217,8 lb)
- Planta motriz: 1× Motor radial Ivchenco AI-14.
  - Potencia: 188 kW (259 HP; 256 CV)

### Rendimiento
- Velocidad máxima operativa (Vno): 150 km/h (93 MPH; 81 kt)
- Alcance: 520 km (281 nmi; 323 mi)
- Techo de vuelo: 3500 m (11 483 ft)

### Desarrollos relacionados
- Kamov Ka-18